# レバー・イーティング・ジョンソン

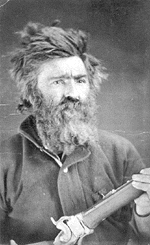
ジョン・"リヴァー・イーティン"・ジョンスン

ジョン・"リヴァー・イーティン"・ジョンスン（John "Liver-Eating" Johnson, およそ1824年 – 1900年1月21日）はアメリカ西部のマウンテンマン。ソースによってはジョンストン（Johnston）とも表記される。

## 生涯
生い立ち
彼はジョン・ガリソンという名でニュージャージーで生まれたと言われている。いくつかの説明では、彼は米墨戦争中の1846年に海軍に入隊したが、将校を殴った後に彼は軍隊を辞め、名前をジョン・ジョンストンに変えて、罠猟と狩りをするために西のワイオミングへ向かった。彼はまた、蒸気船に薪を提供する「ウッドホーク」（woodhawk）にもなった。6フィートの身長と200ポンド超える体重の大きな体格と記述された。
肝臓食いの異名
彼のネイティブアメリカンの妻は1847年にクロウ族のメンバーによって殺されたと言われていて、ジョンソンはその後20年以上続くクロウ族に対する個人的な報復の戦いにとりかかった。伝説では、殺されたそれぞれの男性の肝臓を切り取って食べたなどと言われるが、これは一度だけ、肝臓を食べる振りをしただけという可能性がかなり高い。いずれにしても彼は最終的にリヴァー・イーティン（肝臓食い）として知られるようになった。犠牲者の肝臓を食べることが報復を終了する象徴的な方法であるということで、なんらかの信憑性がこの行為に与えられたのかもしれない。
ある物語では、ジョンソンは500マイル以上歩いてフラットヘッド族（Flathead）の親類を訪ねていた真冬に、略奪しようとしたブラックフット族（Blackfoot）の戦士の集団に要撃された。ブラックフットの計画は、彼を天敵のクロウ族にかなりの値段で売ることであった。彼は胴着をはぎ取られ、革ひもできつく結ばれて、未経験の護衛と一緒にティピーに監禁された。ジョンソンはなんとか革ひもを噛みちぎり、そして若い護衛を二本の指で目つぶし攻撃で倒し、ナイフを取って彼の頭皮を剥ぎ、即座に彼の片方の脚を断ち切った。彼は森の中にうまく逃げ込んで、ブラックフットの切断した脚で生き延び、およそ200マイルを半死半生で逃げて、罠猟仲間のデル・グーの小屋にたどり着いた。
復讐の終わり
最終的にジョンソンはクロウ族と仲直りし、クロウ族は「彼の兄弟」となった。25年という歳月と何十人ものクロウの戦士が倒れるという、彼の個人的な復讐は、ここに終わった。それでも西部は、特に1800年代中頃のインディアン戦争の間、まだ非常に乱暴な地域であった。スー族やブラックフット族に限らず、多くの部族が、Dapiek Absaroka （クロウ族の殺害者）と彼の仲間のマウンテンマンの復讐を知っていただろう。
上述した情報は、何十年間にもわたって語られてきた物語やお話に基づいている。ヴァーディス・フィッシャー（Vardis Fisher）の小説『Mountain Man』は、これらのフィクションの良いソースである。正確な物語は、ジョンストンがスーとの雨中の戦いの後に彼のあだ名が付けられた1868年、ミズーリ川にいたリーとカイザーの日記で語られている。
北軍に参加後、町執行官に
彼は1864年にセントルイスで北軍に兵卒として参加し、翌年立派に除隊した。1880年の間、彼はモンタナ州クールソンの執行官代理と、モンタナ州レッドロッジ（Red Lodge）の町執行官に任命された。政府の記録によれば、彼は5フィート11と3/4インチの身長と記載された。
晩年
1899年12月、彼はソーテル（Sawtelle、現ロサンゼルス）の退役兵の病院に入院を認められ、1900年1月21日に76歳で死亡し、近くのソーテル国立墓地に埋葬された。1980年代初め、彼の遺体は掘り起こされてワイオミング州コディに移された。ジョンソンは現在、ワイオミング州コディのオールドトレイルタウンに、数名の他の地元の西部開拓時代の人物とともに埋葬されている。オールドトレイルタウンは、西部開拓時代のオーセンティックな建物で作られた町で、ブッチ・キャシディやサンダンス・キッドがいた強盗団「ワイルド・バンチ」がかつて使用した小屋などがある。

## メディア
- シドニー・ポラック監督、ロバート・レッドフォード主演の1972年の映画『大いなる勇者』（Jeremiah Johnson）は、ジョンソンの人生をもとに作られた。
- SF小説『リバーワールド』では、登場人物の一人として活躍している。